# 西裕太郎
西 裕太郎（にし ゆうたろう、1992年5月3日 - ）は、日本の男子プロバスケットボール選手である。ポジションはPG。

## 来歴
アメリカ合衆国、カリフォルニア州出身。エル・カミノ・カレッジ卒業後、大阪エヴェッサに加入。

## 経歴
- エル・カミノ・カレッジ（英語: El Camino College）→大阪エヴェッサ(2014-16)→埼玉ブロンコス(2016)→岩手ビッグブルズ(2017)→滋賀レイクスターズ（2018）→バンビシャス奈良（2019）→佐賀バルーナーズ（2020-）

## 成績
| シーズン   | チーム | GP | GS | MPG  | FG%  | 3P%  | FT%  | RPG | APG | SPG | BPG | TO  | PPG |
| ---------- | ------ | -- | -- | ---- | ---- | ---- | ---- | --- | --- | --- | --- | --- | --- |
| B2 2017-18 | 岩手   | 44 | 27 | 19.8 | .384 | .280 | .688 | 2.0 | 2.5 | 0.8 | 0.1 | 1.9 | 5.2 |
| B1 2018-19 | 滋賀   | 33 | 3  | 7.7  | .319 | .375 | .545 | 1.3 | 1.2 | 0.4 | 0.0 | 0.4 | 1.9 |
| B2 2019-20 | 奈良   | 47 | 42 | 29.1 | .369 | .365 | .833 | 2.9 | 5.2 | 1.0 | 0.0 | 0.4 | 9.6 |

## エピソード
- 日本語と英語を流暢に話すバイリンガル
- バンビシャス奈良時代には、通訳が体調不良で不在の際に、試合中に通訳を行う姿がみられた。試合終了後、ヘッドコーチや外国籍選手のスピーチを日本語に訳し、スピーチするなどの活躍もみせた。
- コート上で外国籍選手の言語的サポートを行っている姿は度々目撃されており、外国籍選手が審判員に英語で訴えかけた際にも、自ら仲裁に入り、場を収めた。
- 特技はウクレレ